# Gyulaj
Gyulaj (vyslovováno [ďulaj]) je velká vesnice v Maďarsku v župě Tolna, spadající pod okres Dombóvár. Nachází se asi 16 km severovýchodně od Dombóváru. V roce 2015 zde žilo 1 019 obyvatel. Dle údajů z roku 2011 tvoří 87,9 % obyvatelstva Maďaři, 36,9 % Romové a 0,9 % Němci.
Sousedními vesnicemi jsou Kurd, Regöly a Szakály, sousedním městem Tamási.